# Horta Nord
L'Horta Nord és una comarca valencianoparlant pertanyent a la província de València, al centre del País Valencià. La comarca no té una capital oficialment designada per la Generalitat Valenciana, tot i que existeixen altres municipis amb consideració de cap de partit judicial. Històricament, l'Horta Nord forma part de l'antiga comarca de l'Horta de València.
Els municipis més importants de la comarca són Paterna (el més populós i cap de partit judicial), Burjassot, Alboraia, Montcada (cap de partit judicial), Puçol, Massamagrell (cap de partit judicial) i Godella. Actualment (2023), amb 305.422 habitants, L'Horta Nord és la setena comarca en població del País Valencià. Amb una superfície de 176,36 Km2, és la penúltima comarca en extensió de tot el País Valencià només sent superada per la comarca de València que és la més xicoteta.

## Geografia

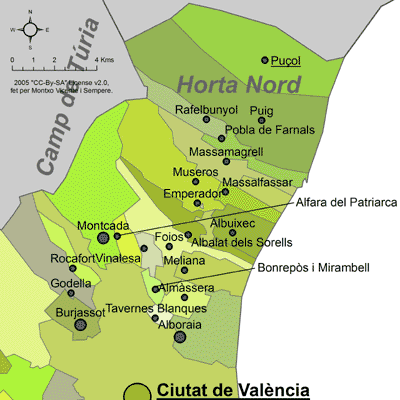
Mapa municipal desactualitzat de l'Horta Nord sense Paterna (pre 2023)

Geogràficament, la comarca de l'Horta Nord es troba localitzada al centre-oriental del País Valencià. Limita amb les comarques del Camp de Morvedre al nord, la de València i l'Horta Sud al sud i amb el Camp de Túria a l'oest; també limita amb la mar Mediterrània cap a l'est.
L'Horta Nord no té capital administrativa. Les localitats més importants de la comarca són: Burjassot, Alboraia, Foios, Montcada (cap de partit judicial), Puçol i Massamagrell (cap de partit judicial) i Godella. Cal destacar que aquells actes que afecten a tots els Ajuntaments de la Comarca, com els Jocs Esportius de l'Horta Nord, se celebren a la localitat d'Alboraia, i que Montcada és el cap del partit judicial i seu de la Delegació de l'Agència Tributària.
Existixen algunes pedanies de València ciutat, que es troben geogràficament en esta comarca, com ara, Benifaraig (942 hab.), Poble Nou (1.512 hab.), Carpesa (1.245 hab.), Massarojos (1.449 hab.), Borbotó (791 hab.), entre pobles de l'Horta Nord (entre Burjassot, Massamagrell i Almàssera, aproximadament). Els casos més clars d'aïllament de València i que, de vegades, han reclamat la seua independència o integració en municipis de l'Horta Nord són Cases de Bàrcena (405 hab.), Mauella (56 hab.) i Tauladella, que es troben com a enclavaments de València dins de l'Horta Nord.

## Municipis
Les dades bàsiques dels «23 municipis», amb les xifres de població del padró municipal d'habitants 2023, són:
| Municipi               | Habitants (2023) | Sup. (km²) | Dens. (2023) (hab./km²) |
| ---------------------- | ---------------- | ---------- | ----------------------- |
| Paterna                | 73.488           | 44,0       | 1.670,2                 |
| Burjassot              | 39.702           | 3,4        | 11.677,1                |
| Alboraia               | 25.792           | 8,3        | 3.107,5                 |
| Montcada               | 22.067           | 15,8       | 1.396,6                 |
| Puçol                  | 20.731           | 18,1       | 1.145,4                 |
| Massamagrell           | 16.766           | 6,2        | 2.704,2                 |
| Godella                | 13.414           | 8,3        | 1.616,1                 |
| Meliana                | 10.918           | 4,7        | 2.323,0                 |
| Rafelbunyol            | 9.467            | 4,2        | 2.254,0                 |
| Tavernes Blanques      | 9.456            | 0,7        | 13.508,6                |
| el Puig de Santa Maria | 8.992            | 26,8       | 335,2                   |
| la Pobla de Farnals    | 8.699            | 3,6        | 2.416,4                 |
| Foios                  | 7.641            | 6,5        | 1.175,5                 |
| Rocafort               | 7.570            | 2,4        | 3.154,2                 |
| Almàssera              | 7.504            | 2,7        | 2.779,3                 |
| Museros                | 6.741            | 12,5       | 539,3                   |
| Albuixec               | 4.343            | 4,4        | 987,0                   |
| Albalat dels Sorells   | 4.158            | 4,6        | 903,9                   |
| Bonrepòs i Mirambell   | 3.907            | 1,1        | 3.551,8                 |
| Vinalesa               | 3.495            | 1,5        | 2.330,0                 |
| Alfara del Patriarca   | 3.455            | 2,0        | 1.727,5                 |
| Massalfassar           | 2.609            | 2,5        | 1.043,6                 |
| Emperador              | 717              | 0,03       | 7.170,0                 |
| Horta Nord             | 311.632          | 184,4      | 1.690,0                 |

### Partits judicials
| Partits judicials de l'Horta Nord |                                                                            | |
| - Partit judicial de Montcada - Albalat dels Sorells - Alboraia - Alfara del Patriarca - Almàssera - Bonrepòs i Mirambell - Emperador - Foios - Meliana - Montcada - Rocafort - Tavernes Blanques - Vinalesa | - Partit judicial de Paterna - Burjassot - Godella - Paterna - Sant Antoni | - Partit judicial de Massamagrell - Albuixec - Massalfassar - Massamagrell - Museros - La Pobla de Farnals - Puçol - El Puig de Santa Maria - Rafelbunyol |

## Història

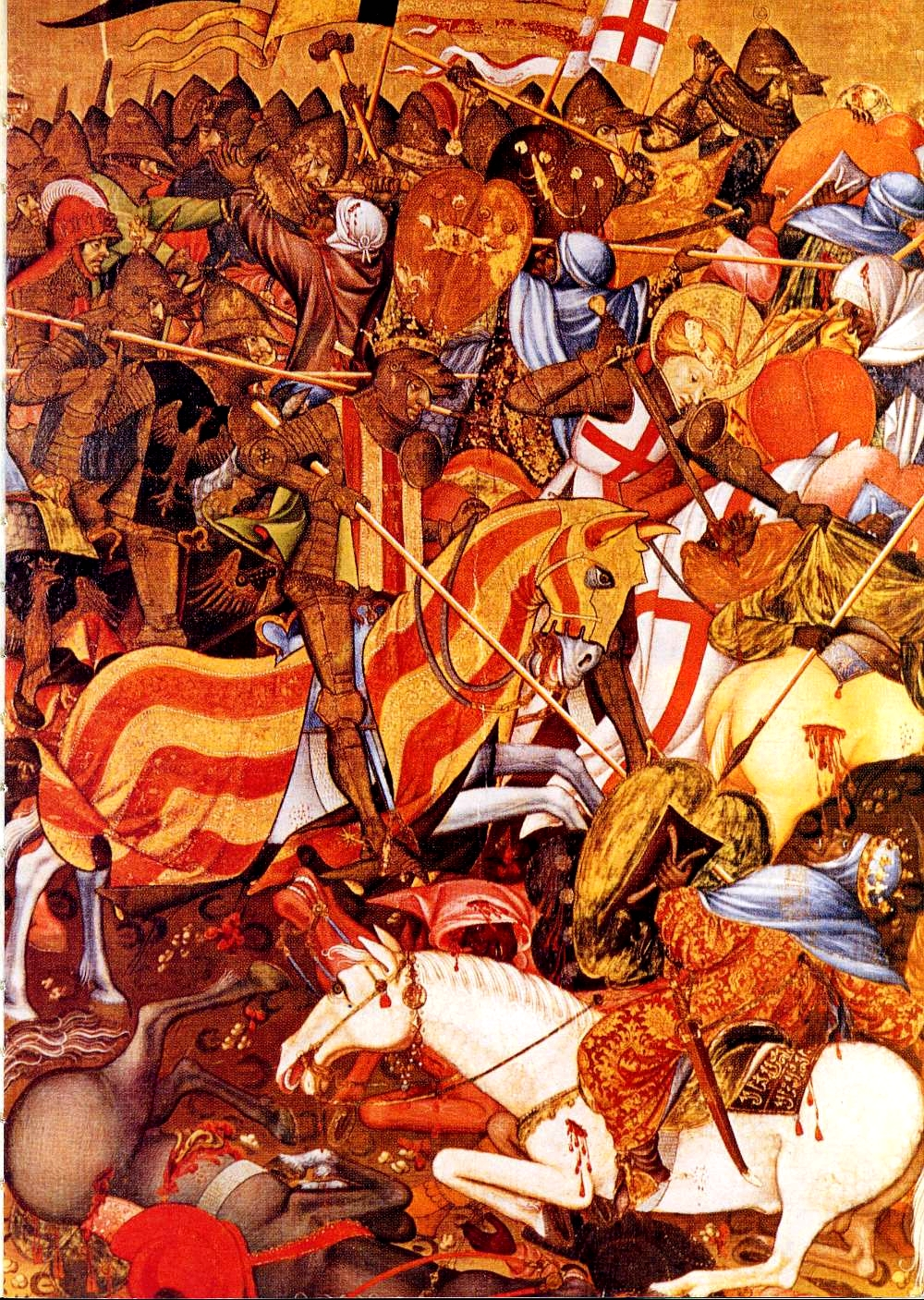
Batalla del Puig, d'Andreu Marçal de Sax. Circa 1410-1420

L'Horta Nord ha tingut gran protagonisme a la història del País Valencià. Trobem així episodis com ara la batalla del Puig de Santa Maria, prèvia a la conquesta de València el 9 d'octubre de 1238. En aquesta batalla, el 15 d'agost de 1237, les tropes de Jaume I comandades per Bernat Guillem d'Entença van lluitar contra els soldats sarraïns encapçalats per l'Emir Zayyan ibn Mardanix. La contesa fou guanyada per la Corona d'Aragó, tot i la diferència de força amb els musulmans i la mort del comandant en cap, Bernat Guillem d'Entença. En acció de gràcies per la victòria, el Rei en Jaume manà edificat el monestir de Santa Maria del Puig on resta el cos de Bernat Guillem d'Entença.
La comarca de l'Horta Nord és de creació moderna, l'any 1989, i formava part de la històrica l'Horta de València. Esta comarca antiga apareix al mapa de comarques d'Emili Beüt "Comarques naturals del Regne de València" publicat l'any 1934. L'any 1979 tingueren lloc les primeres eleccions municipals democràtiques després de l'aprovació de la Constitució Espanyola de 1978. En aquests primers comicis el triomf electoral fou per a l'esquerra. Poc després, el 1981 fou creada la Mancomunitat l'Horta Nord.
L'1 de gener de 2023 s'actualitza oficialment la delimitació comarcal amb la inclusió de Paterna. Fins aleshores, el municipi de Paterna formava part de la comarca de l'Horta Oest dissolta al mateix temps.

## Transport

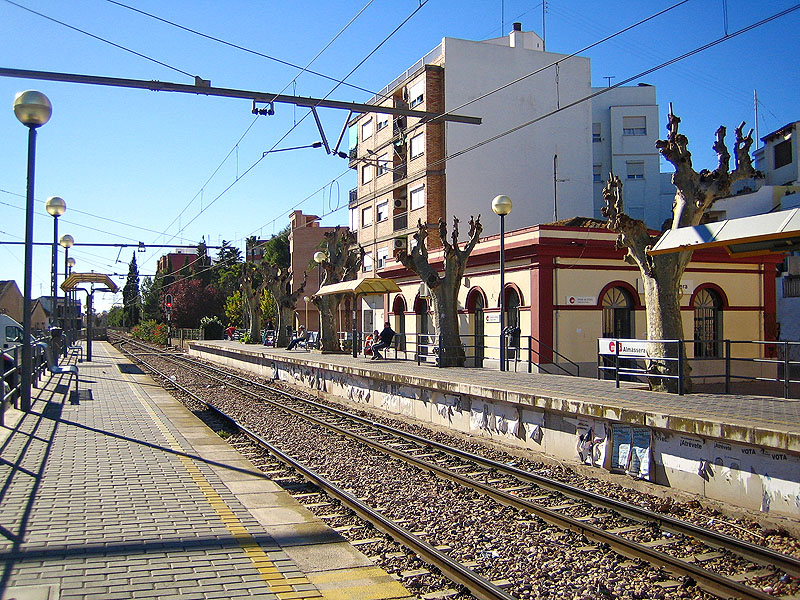
Estació de FGV a Almàssera

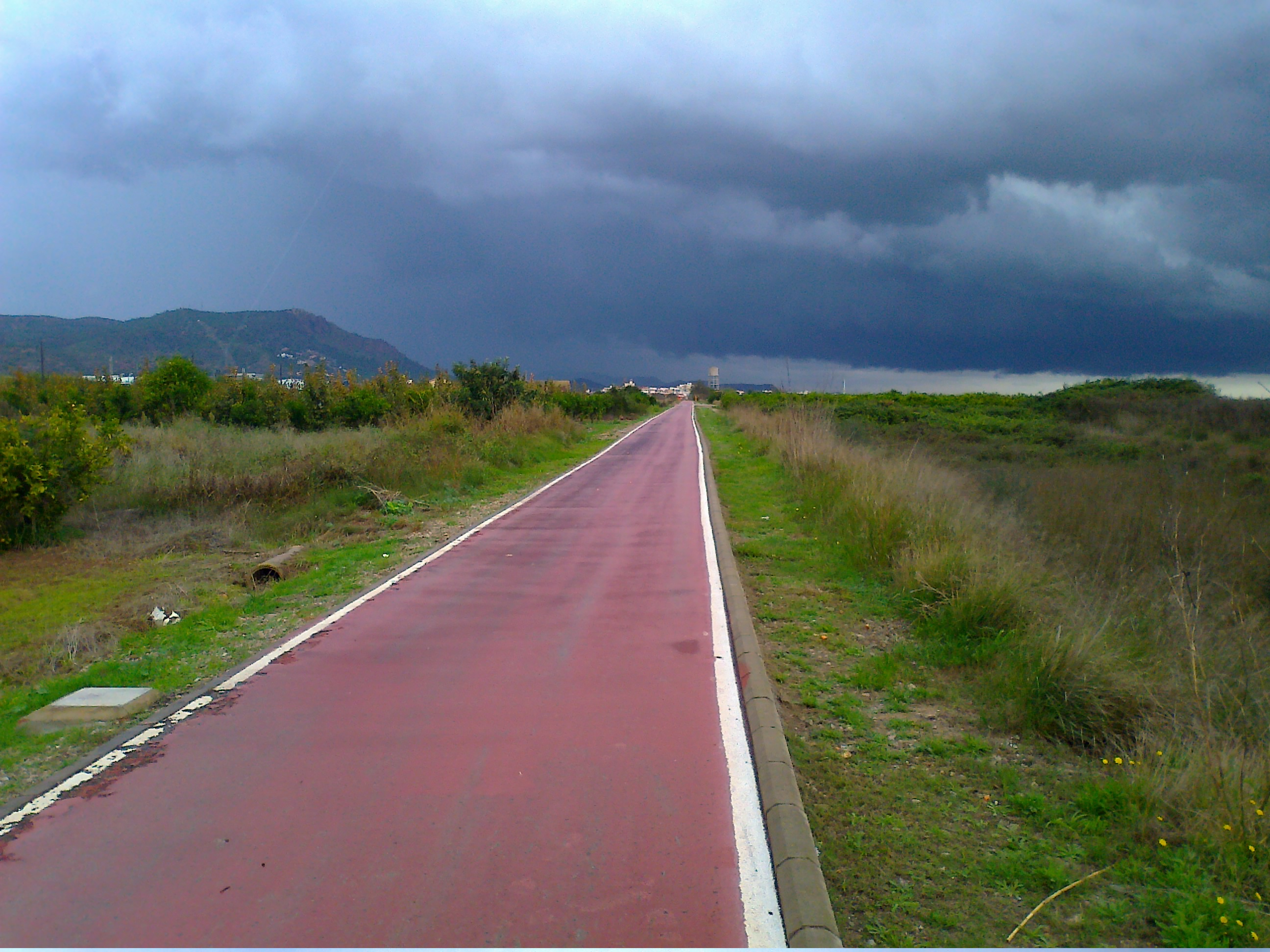
Via Xurra a Puçol

## Política

### Històric d'alcaldes
| Candidatura      | Candidatura | 1979 | 1983 | 1987 | 1991 | 1995 | 1999 | 2003 | 2007 | 2011 | 2015 | 2019 | 2023 |
|                  | AP/PP       | 0    | 3    | 3    | 6    | 8    | 7    | 11   | 14   | 16   | 1    | 2    | 8    |
|                  | PSOE        | 8    | 15   | 16   | 13   | 11   | 13   | 10   | 8    | 5    | 15   | 14   | 11   |
|                  | PCE/EUPV    | 2    | 2    | 0    | 0    | 1    | 0    | 0    | 0    | 0    | 0    | 0    | 0    |
|                  | UCD/CDS     | 6    | 0    | 0    | 0    |      |      |      |      |      |      |      |      |
|                  | URV/UV      | 0    | *    | 2    | 1    | 2    | 1    | 1    | 0    |      |      |      |      |
|                  | Compromís   |      | 0    | *    | 0    | 0    | 1    | 0    | 0    | 1    | 6    | 5    | 3    |
|                  | Altres      | 6    | 2    | 1    | 2    | 0    | 0    | 0    | 0    | 0    | 0    | 1    | 1    |
| Total            | Total       | 22   | 22   | 22   | 22   | 22   | 22   | 22   | 22   | 22   | 22   | 22   | 23   |
| Fonts: Argos GVA |             |      |      |      |      |      |      |      |      |      |      |      |      |

## Transport[calcitació]

### Ferrocarril
- Ferrocarrils de la Generalitat Valenciana (FGV)
  - À Punt - Albalat dels Sorells - Alboraia-Palmaret - Alboraia-Peris Aragó - Almàssera - Burjassot - Burjassot-Godella - Campus - La Coma - Empalme - Fira València - Foios - Godella - La Granja - Lloma Llarga-Terramelar - Mas del Rosari - Masies - Massamagrell - Meliana - Montcada-Alfara - Museros - Parc Científic - Pobla de Farnals - Rafelbunyol - Rocafort - Sant Joan - Seminari-CEU - Tomás y Valiente - Vicent Andrés Estellés
- Rodalies de València (RENFE)
  - Albuixec - Massalfassar - Puçol - El Puig - Roca-Cúiper

### Xarxa viària
- Govern d'Espanya
  - Bypass (A7) - V-21 - V-30
- Generalitat Valenciana i Diputació de València
  - CV-30 - CV-31 - CV-32 - CV-35 - CV-300 - CV-304 - CV-306
- Itineraris verds
  - Anell Verd Metropolità de València - Via Xurra

### Marítim
- Port Esportiu Pobla Marina (La Pobla de Farnals) - Port Saplatja (Alboraia)